# Ан-148
Антонов Ан-148 — український регіональний реактивний пасажирський літак. Розробником та виробником є АНТК імені Олега Антонова, Україна.

## Технічні характеристики
Літак Ан-148 призначений для пасажирських перевезень на регіональних і короткомагістральних маршрутах до 3100 км завдовжки з можливістю базування на злітно-посадкових смугах зі штучним покриттям і підготовлених ґрунтових смугах, розташованих на висоті до 1500 метрів над рівнем моря, за будь-яких кліматичних умов. Крейсерська швидкість польоту літака становить 780—850 км/год, а крейсерська висота польоту — до 12 200 м. Довжина пасажирського салону і розташування пасажирів в ряду за схемою 2+3 дозволяють експлуатанту комбінувати різні однокласові і змішані компонування у діапазоні 68-80 пасажирів з салонами економ, бізнес та першого класу. Компонування пасажирського салону Ан-148-100 в економічному класі здійснюватиметься за схемою 2+3 крісла в рядок. На літак встановлюється сучасне пілотажно-навігаційне і радіозв'язкове обладнання, що відповідає міжнародним нормам ICAO; польотна інформація виводиться на п'ять багатофункціональних рідкокристалічних індикаторів. Комплекс радіоелектронного обладнання передбачає можливість посадки машини у складних метеорологічних і нічних умовах за категорією IIIA ІКАО.
Літак Ан-148 оснащується двома двоконтурними турбореактивними двигунами Д-436-148 розробки ЗМКБ «Прогрес», виробництва ВАТ Мотор Січ. Витрата палива — 1458 кг/год при максимальному комерційному завантаженні. Додатково використовується допоміжна силова установка АІ-450-МС. Також АНТК імені Олега Антонова додатково опрацьовує варіанти встановлення на літак закордонного двигуна CF34-10. Паливна ефективність літака Ан-148-100B становить 24,0 г/пкм, а моделі Ан-158 — 22,0 г/пкм.
Серед конкурентних переваг літака фахівці відзначають традиційне для «Ан» високе розташування двигунів — це дозволяє літаку сідати навіть на злітні смуги з ґрунтовим покриттям, це зменшує ризик потрапляння сміття у двигун.
Розробником закладено робочий ресурс літака близько 80 000 годин при календарному терміні експлуатації 30 років.

## Історія створення
Робоче проєктування літака почалося в АНТК ім. О. К. Антонова на початку 1990-х років під керівництвом Петра Балабуєва як Ан-74-68, а у 2001 літак отримав нове позначення ― Ан-148. За основу конструкції був взятий літак Ан-74ТК-300. Ан-74, який від початку проєктувався як транспортний, не був пристосований для перевезення пасажирів. І навіть при перенесенні двигунів на пілон під крило в модифікації Ан-74ТК-300, літак не міг конкурувати з сучасними регіональними літаками схожої пасажиромісткості, хоча таке рішення і підвищувало паливну ефективність.
В процесі переробки було спроєктоване нове крило, збільшено довжину фюзеляжу, використано двигуни Д-436-148 із зміненою конструкцією реверсу. Виготовлення перших трьох прототипів почалося в Києві в березні 2002. Підготовка до серійного виробництва почалася в липні 2003 року на авіазаводах в Харкові (ХДАПП) і Воронежі (ВАСО). У вересні 2004 у Києві було завершено виготовлення першого прототипу. 17 грудня 2004 року літак вперше піднявся в небо з аеродрому Святошино (екіпаж льотчика-випробувача Є. О. Галуненка). У квітні 2005 розпочалися льотні випробування другого прототипу. Сертифікат типу було отримано 26 лютого 2007.
У липні 2005 року обидва Ан-148 пройшли перевірку в складних умовах, виконавши серію польотів в Узбекистані, де температура повітря сягала +45 °C. В подальшому літаки перелетіли до Вірменії, де розпочали етап випробувань в умовах високогір'я. Аеропорт Гюмрі, на якому базувався Ан-148, розташований на висоті 1525 м над рівнем моря. Результати випробувань показали відповідність реальних характеристик Ан-148 розрахунковим і підтвердили безпеку експлуатації літаків сімейства Ан-148 в умовах високих температур навколишнього повітря і високогір'я. Літак може безпечно працювати в південних районах Російської Федерації, державах Середньої Азії, Близького Сходу, Африки, Латинської Америки.
У серпні 2010 року програма випробувань була продовжена. Зокрема, було уточнено характеристики стійкості та керованості літака, вивчено рівень шуму на місцевості, виконані польоти на визначення мінімальних швидкостей відриву, зокрема з імітацією відмови двигуна, перевірена робота навігаційної системи, відпрацьовано необхідне математичне забезпечення. Важливою віхою процесу сертифікації стали польоти з 5 варіантами імітаторів криги, приклеєними на крило і оперення, з метою перевірки поведінки літака у найважчих умовах обмерзання.
За період з 27 грудня 2005 року по 29 січня 2006 року перший і другий екземпляри Ан-148 пройшли повний цикл перевірок на землі і в повітрі при температурах до −52 °C і повністю підтвердили можливість експлуатації в суворих кліматичних умовах.

## Конструкція

### Аеродинамічна схема
Двомоторний турбореактивний літак, побудований за аеродинамічною схемою вільнонесучого високоплана з крилом помірної стрілоподібності і однокільовим Т-подібним оперенням. Фюзеляж суцільнометалевий типу «напів монокок» круглого перерізу. Шасі забирається, триопорне з носовою стійкою.

### Рушійна установка
Літак Ан-148 оснащується двома двоконтурними турбореактивними двигунами Д-436-148 розробки ЗМКБ «Прогрес», виробництва ВАТ «Мотор Січ» спільно з ФГУП ММПП «Салют». АНТК ім. О. К. Антонова додатково опрацьовувало варіанти встановлення на літак закордонного двигуна CF34-10. У зв'язку з недавньою успішною європейською сертифікацією двигуна SaM-146, обговорюється можливість встановлення і цього двигуна.
Середня годинна витрата палива (кгс/год, висота 10360 м), економний режим: 1560, швидкісний режим: 2020.
Допоміжною силовою установкою є AI-450-MC.

## Модификації
| Модифікація  | Опис |
| ------------ | --- |
| Ан-148-100А  | Варіант літака малої дальності, розрахований на перевезення 70-80 пасажирів на дальність 2000-3000 км.                             |
| Ан-148-100B  | Базова модель, розрахована на перевезення 70-80 пасажирів. Дальністю польоту до 3600 км.                                           |
| Ан-148-100ЕМ | Варіант літака оснащений салоном з п'ятьма різними варіантами поєднання пасажирських місць і медичних модулів. Літаючий госпіталь. |
| Ан-148-100Е  | Варіант літака, розрахований на перевезення до 80 пасажирів.                                                                       |
| Ан-158       | Варіант літака з подовженим фюзеляжем на 99 пасажирів і дальністю польоту 2500 км.                                                 |
| Ан-168МП     | Варіант літака патрульної авіації.                                                                                                 |
| Ан-178       | Варіант транспортного літака на базі Ан-158.                                                                                       |

## Замовлення і виробництво

Схема Кооперації літака АН-148

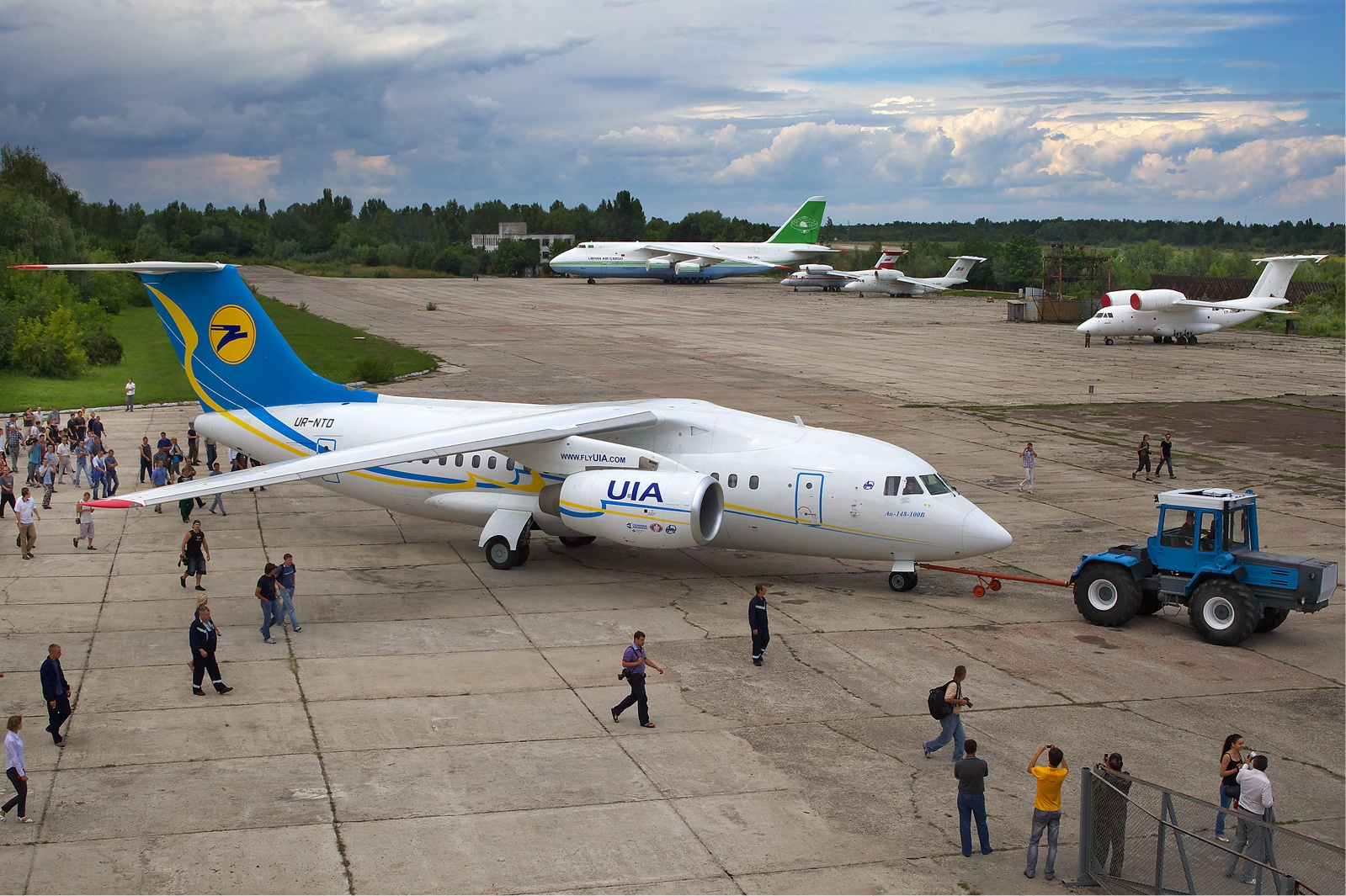
Ан-148 на заводському аеродромі в Києві

У реалізації програми Ан-148, у складанні і виробництві літака, беруть участь компанії з 15 країн світу. Серійні Ан-148 будуються в Києві, на серійному заводі «Антонов», і у Воронежі на заводі ВАСО (до кінця 2017 року).
На території України ведеться робота зі створення власного замкнутого циклу виробництва літаків цієї серії. У цей час кооперація виробництва літаків сімейства Ан-148 включає залучення багатьох підприємств. Більшість із них розміщена в Україні та Росії.
На 22 серпня 2007 року загальна кількість замовлених Ан-148 перевищила 50 екземплярів.
Орієнтовна місткість світового ринку літака даного класу на період до 2013 — близько 500 штук, СНД — 170 штук. Прямими конкурентами є літаки Sukhoi Superjet 100, Embraer 190 і ARJ21-700. На авіасалоні «Макс» 2007 ДТК «Росія» підписала контракт на постачання 6 літаків, з опціоном ще на 6. 2009 авіакомпанія «АероСвіт» домовилася з АНТК імені Олега Антонова про купівлю або постачання в лізинг протягом трьох років 10-ти літаків Ан-148 і його модифікації Ан-158, але після 2012 року, в зв'язку з банкрутством компанії, дане замовлення перспективи не мало.
Як стало відомо 17 серпня 2009 р., Управління справами Президента Російської Федерації зробило вибір на користь Ан-148, відмовившись від придбання Sukhoi Superjet 100 для перших осіб російської держави. Рішення прийнято з мотивів безпеки.
30 грудня 2009 року з ангара серійного заводу «Антонов» (Київ) викочено перший серійний зразок реактивного регіонального літака Ан-148-100В. Реалізацією та передачею літака уповноважено займатись Державне підприємство «Лізингтехтранс». Перший конкурс з передачі в лізинг трьох літаків виграло ДП АНТК ім. Антонова.
10 липня 2012 року у рамках міжнародного авіакосмічного салону Фарнборо-2012 російська лізингова компанія Іллюшин Фінанс Ко (ВАТ ІФК) підписала договір купівлі-продажу на постачання до 2014 року в Панаму 15-ти українсько-російських регіональних реактивних літаків нового покоління Ан-148 і Ан-158 на загальну суму близько 420 млн $.
Проведено порівняльний аналіз з іншими моделями літаків даного класу з метою більш активного позиціювання на ринку.

## Експлуатація

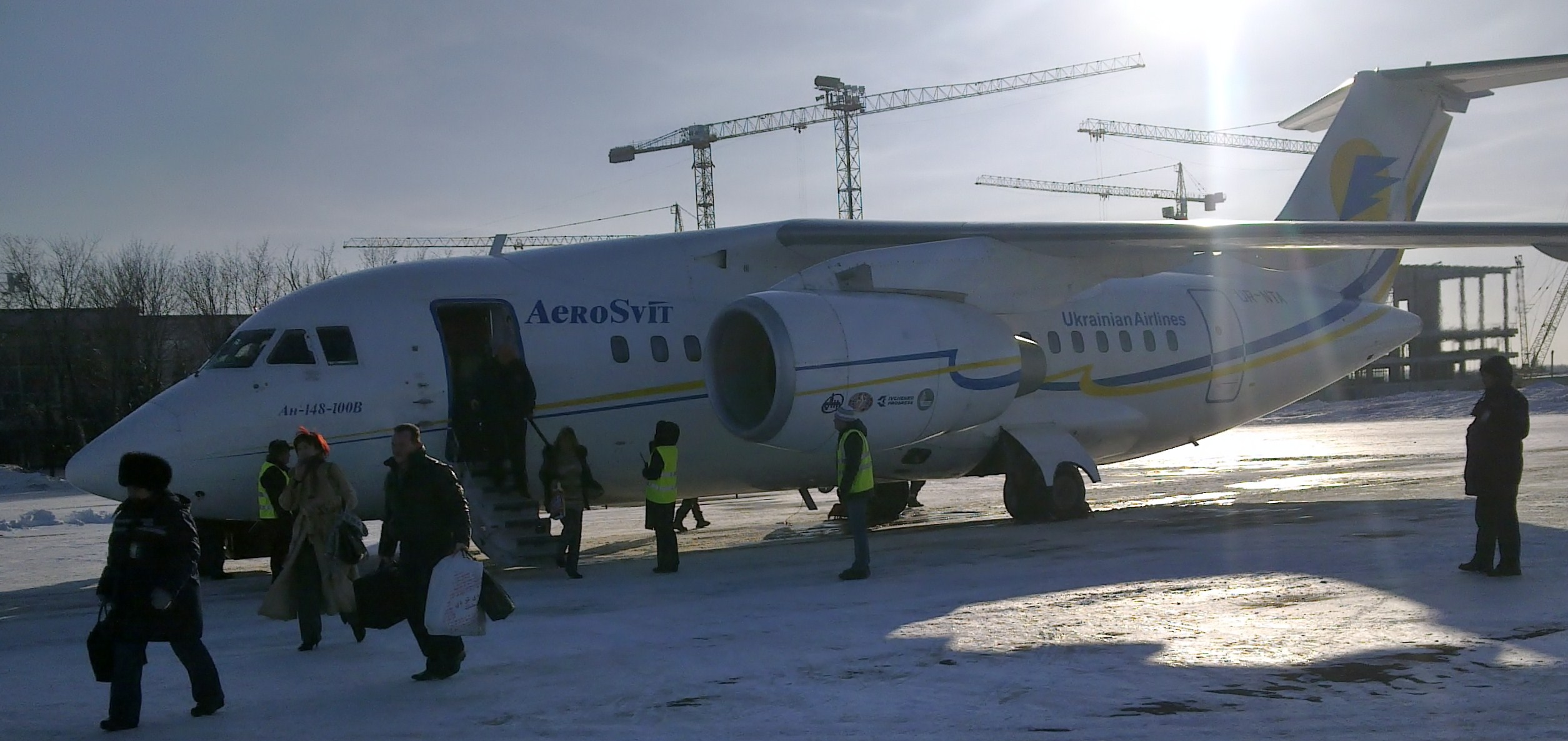
Ан-148 авіакомпанії АероСвіт в аеропорту Донецька

У грудні 2006 року Ан-148 пройшов сертифікацію та 26 лютого 2007 року отримав сертифікат типу МАК.
2 червня 2009 року Ан-148 відбув технічним рейсом до Харкова, звідки здійснив перший регулярний пасажирський рейс за маршрутом Харків — Київ і приземлився в міжнародному аеропорту «Бориспіль».
24 грудня 2009 року свій перший регулярний рейс з пасажирами на борту з аеропорту «Пулково» в «Домодєдово» зробив літак АН-148, зібраний у Воронежі.
15 лютого 2010 року Ан-148 української компанії АероСвіт здійснив перший політ на територію Євросоюзу за маршрутом Київ — Варшава — Київ.
10 квітня о 16.00 на аеродромі Київ-Святошин вперше піднявся в повітря перший серійний український літак Ан-148-100В. 20 квітня 2010 року компанія АероСвіт отримала перший серійний літак Ан-148-100В.

## Тренажер
Враховуючи великий попит на літаки Ан-148 серед російських авіакомпаній і розуміючи необхідність організації повноцінного процесу навчання, лізингова компанія «Ільюшин Фінанс Ко» (ІФК) замовила компанії «Транзас Авіація» розробку та виготовлення тренажерного обладнання, а також підписала влітку 2010 з групою S7 договір про розміщення в навчальному центрі S7 Training одного комплексного і одного процедурного тренажера для Ан-148 і тренажера для проведення аварійно-рятувальної підготовки. Відповідно до договору, S7 Training займеться підготовкою авіаційного персоналу на Ан-148, а також забезпеченням технічної експлуатації тренажерів.
Замовлений ІФК тренажер — перший в Росії тренажер рівня D для цивільних літаків російського виробництва. У ньому використовується шестиступінчата система рухливості і одна з провідних у Росії коллімаційна система візуалізації, що дає можливість відпрацьовувати завдання, які в реальних умовах відтворити складно або неможливо (пожежа, відмова одного двигуна, різні типи відмов авіаційної техніки, що призводять до аварійних наслідків, польоти в складних метеоумовах тощо).
Важливо, що в тренажері використовується повноцінна кабіна літака, завдяки чому досягається високий ступінь імітації, що дозволяє ефективно використовувати тренажер для відпрацювання дій пілотів на землі і в повітрі. Контроль над діями екіпажу і керування процесом навчання виконуються з робочого місця інструктора, з якого забезпечується управління навігаційною обстановкою, погодними умовами, програмування відмов і контроль за основними параметрами польоту.

## Інциденти
- Перший інцидент стався 4 червня 2010 року під час польоту літака ДТК «Росія». Причиною інциденту виявилося замикання електропроводки, що спричинило відмову автопілота на літаку Ан-148-100, що виконував рейс Москва — Санкт-Петербург. До такого висновку прийшли експерти, що проводили розслідування даного інциденту, зокрема, представники Воронезького акціонерного літакобудівного товариства (ВАЛТ, виробник Ан-148), ГТК «Росія». Як йдеться в матеріалах розслідування, автопілот літака відмовив на висоті 10,6 тисячі метрів, на швидкості 472 км/год. Ніхто з пасажирів та членів екіпажу на борту не постраждав.

## Катастрофи
- 5 березня 2011 року сталася авіакатастрофа літака Ан-148-100Е № 61708 під час польоту за програмою перенавчання льотного складу Республіки М'янма  в Росії на кордоні Воронезької та Білгородської областей. На борту перебували 6 осіб, які загинули. Двоє були пілотами з М'янми, для якої й призначався літак.

- 11 лютого 2018 року Ан-148 (RA-61704) російської авіакомпанії «Саратовські авіалінії», який виконував рейс 6В-703 по маршруту Москва — Орськ, розбився у Підмосков'ї неподалік присілку Степановське Раменского району Московської області. Причиною катастрофи є помилка пілотів, що допустили експлуатацію літака з порушенням регламенту, а саме зліт без включення підігріву приймача повного тиску, та неправильні дії екіпажу в складній, аварійній та катастрофічній ситуації[19]. Згідно з попередніми даними, на борту знаходилася 71 особа (65 пасажирів та 6 членів екіпажу), усі вони загинули[20]. Як повідомила пресслужба концерну «Антонов», виробником даного літака є Воронезьке акціонерне літакобудівне товариство в кооперації з українською стороною[21].

## Цікаві факти
ВАКС рішенням від 15 травня 2024 року задовольнив позов Міністерства юстиції України до АТ «Ільюшн Фінанс Ко.» про застосування санкції, передбаченої пунктом 1-1 частини першої статті 4 Закону України «Про санкції». Рішенням ВАКС в дохід держави стягнуто два середньомагістральні пасажирські літаки Ан-148-100Е.

### Відео
- Невигадані історії. Нове покоління: від пасажирського Ан-148 до військово-транспортного Ан-178 на YouTube